# Fortuna Tessera
Fortuna Tessera es una vasta región de relieves plisados y complejos localizados en el planeta Venus por 69.9 ° N y 45.1 ° E al este y noreste del macizo de Maxwell Montes. Se extiende por más de 2.800 km y limita al sur con Bereghinya Planitia, al este con Audra Planitia y al norte con Snegurochka Planitia, forma la extensión oriental de Ishtar Terra, de la cual constituye más de la mitad del área.

## Geografía
La geografía de Fortuna Tessera está organizada en tres regiones de altitudes bastante elevadas -hasta más de 5.000  m- separadas por depresiones irregulares y relativamente caóticas donde la altitud puede caer localmente por debajo del radio medio de Venus. La mayor y más alta de estas unidades se encuentra al oeste de la región, al pie del Macizo Maxwell Montes, con una clara orientación norte-sur que delata una dinámica compresional en dirección este-oeste. Más al este, la altitud desciende gradualmente, luego más abruptamente al nivel de un conjunto de depresiones, algunas de las cuales tienen forma de valles como Hina Chasma, Morana Chasma, Varz Chasma o incluso Lasdona Chasma. Todavía más al oeste la elevación vuelve a subir pero en dos unidades distintas, una al norte y otra al sur, separadas por un área de terreno más bajo en la extensión del extremo occidental de Audra Planitia, que parece cortar la región en dos. El fragmento sureste, llamado Laima Tessera, parece el menos integrado en la región.